# 1982 au Québec
Cet article traite des événements survenus en 1982 au Québec. 

## Événements

### Janvier
- 6 janvier : Claude Morin annonce son départ de la vie politique. Le coup de force d'Ottawa, dit-il, l'a écœuré[1].
- 13 janvier : l'usine GM de Boisbriand annonce la mise à pied de 1800 travailleurs[2].
- 15 janvier : l'Assemblée nationale vote la loi 47, ordonnant le retour au travail des chauffeurs d'autobus en grève à Montréal. Ceux-ci décident de la défier. Quelques jours plus tard, ils retournent au travail mais promettent d'abattre le gouvernement péquiste[3].

### Février
- 2 février : le chorégraphe Édouard Lock fonde la troupe de danse La La La Human Steps[4].
- 9 février : René Lévesque remporte le référendum interne du PQ, renversant ainsi certaines résolutions controversées du dernier congrès[5].
- 13 février : le magasin Eaton poursuit Claude Charron pour vol à l'étalage. Celui-ci démissionne de ses fonctions de ministre et de leader parlementaire, mais conserve pour le moment son poste de député de Saint-Jacques[6].
- 17 février : le Canada Bill est adopté en deuxième lecture à la Chambre des communes britannique[7].

### Mars
- 8 mars : le Canada Bill est adopté en troisième lecture à la Chambre des Communes britannique[8].
- 23 mars : le président du Conseil du Trésor, Yves Bérubé, annonce des dépenses de 23,7 milliards de dollars et des coupures de 670 millions de dollars pour l'année 1982-1983[9].
- 29 mars : Élisabeth II, à Londres, sanctionne la nouvelle Constitution canadienne[10].

### Avril
- 5 au 7 avril : sommet économique de Québec. René Lévesque annonce un trou de 700 millions de dollars dans les finances gouvernementales et dit songer à un gel des salaires chez les employés du secteur public. Louis Laberge lance l'idée de relancer l'économie par un programme de construction domiciliaire[11].
- 5 avril : le PLQ remporte les élections partielles dans Saint-Laurent et Louis-Hébert[12].
- 7 avril : la Cour d'appel du Québec maintient que le Québec ne possède pas de droit de veto constitutionnel[13].
- 13 avril : les Canadiens de Montréal sont éliminés par les Nordiques de Québec dans le cinquième match de la série préliminaire de la Coupe Stanley. C'est la première fois que les deux équipes du Québec s'affrontent dans une série de fin de saison[14].
- 17 avril : Élisabeth II rapatrie officiellement la Constitution à Ottawa[15].
- 25 avril : le premier ministre français Pierre Mauroy rencontre René Lévesque à Québec[12].

### Mai
- 3 mai : Marie-Andrée Leclerc est condamnée à la réclusion à perpétuité en Inde[16].
- 8 mai : le pilote automobile Gilles Villeneuve se tue dans un accident lors des essais du Grand Prix de Belgique[17].
- 12 mai : la piste de l'île Notre-Dame prend le nom de circuit Gilles-Villeneuve[18].
- 14 mai : devant le refus des syndicats de négocier de nouvelles conventions collectives, le gouvernement dit envisager une diminution de salaire de 20 % pour tous les employés du secteur public durant les trois premiers mois de 1983[19].
- 24 mai : le frère André est béatifié[20].
- 25 mai : Jacques Parizeau présente son sixième budget. La taxe de vente passe de 8 à 9 %[21].
- 27 mai : Donatien Corriveau succède à Norbert Rodrigue à la tête de la CSN[22].

### Juin
- 8 juin : le felquiste Yves Langlois rentre au Québec après 12 ans d'exil[23].
- 16 juin : grève générale des médecins omnipraticiens, qui refusent le gel de leurs salaires[24].
- 21 juin : une loi spéciale accorde une hausse de 14 % aux omnipraticiens. Déçu de la politique anti-syndicale de son gouvernement, le député Guy Bisaillon quitte le PQ et siègera désormais comme indépendant[12].
- 28 juin : Yvon Charbonneau redevient le chef de la CEQ, remplaçant ainsi Robert Gaulin démissionnaire[25].

### Juillet
- 20 juillet : Montréal a perdu définitivement son statut de métropole du Canada au profit de Toronto. En 1981, la capitale ontarienne avait près de 3 millions d'habitants contre 2 828 000 pour Montréal. En 1976, la population était de 2 803 000 à Toronto et de 2 802 000 à Montréal. Les statistiques démontrent que l'écart de la population s'agrandit de plus en plus[26].
- 25 juillet : violente émeute à l'établissement Archambault à Sainte-Anne-des-Plaines. Trois gardiens sont tués et sept sont blessés. Lors de la reprise en main, on découvre que deux détenus se sont suicidés au cyanure[27].

### Août
- 10 août : Claude Ryan démissionne comme chef du PLQ. Gérard D. Lévesque assure l'intérim jusqu'à l'élection d'un nouveau chef[12].
- 26 août : BP annonce qu'elle fermera sa raffinerie de l'est de Montréal en mai 1983[28].

### Septembre
- 2 septembre : Lucien Lessard annonce son retrait de la vie politique[12].
- 7 septembre : première de la télésérie Peau de banane, mettant en vedette Yves Corbeil, Louise Deschâtelets et Marie-Soleil Tougas[29].
- 8 septembre : la Cour supérieure statue que la clause Québec de la loi 101 est anticonstitutionnelle. Le gouvernement annonce que désormais ce sera la clause Canada qui prévaudra[30].
- 9 septembre : René Lévesque annonce un remaniement ministériel. Marcel Léger ne fait plus partie du cabinet. Les ministères d'État disparaissent. Guy Chevrette devient ministre de la Chasse et de la Pêche et Adrien Ouellette ministre de l'Environnement. Bernard Landry est promu au Commerce extérieur[12].
- 16 septembre : le Front commun demande une augmentation de salaire de 11,9 % pour 1983. Ces demandes sont qualifiées d'irréalistes par le premier ministre[31].
- 21 septembre : les offres salariales du gouvernement sont une hausse de 8 % répartie sur 3 ans et comportant un gel en 1983. L'écart avec les demandes syndicales est de 4 milliards de dollars[32].
- 28 septembre : Claude Charron annonce finalement son retrait de la vie politique[12].

### Octobre
- 13 octobre : Québec proclame le 23 novembre Journée des Patriotes[33].
- 28 octobre : sortie du livre de Francis Simard, Pour en finir avec octobre[34].
- 31 octobre : Marguerite Bourgeoys est canonisée[35].

### Novembre
- 2 novembre :
  - à Ottawa, le gouvernement Trudeau dépose le projet de loi S-31, qui vise à interdire aux provinces le droit de détenir plus de 10 % d'une compagnie de transports interprovinciale ou internationale. Le projet de loi, dirigé contre la prise de contrôle du Canadien Pacifique par la Caisse de dépôt et placement du Québec, est vivement dénoncé par Québec[36],[37].
  - la Compagnie Iron Ore du Canada annonce la fermeture prochaine de la mine de Schefferville[38].
- 9 novembre :
  - la FTQ annonce son projet de créer un Fonds de solidarité dont le but est d'investir dans les moyennes et les petites entreprises afin de maintenir et de créer des emplois[39].
  - débrayage de 24 heures dans les écoles et les hôpitaux[40].
- 19 novembre : Québec menace le Front commun d'un décret s'il ne reprend pas les négociations[41].

### Décembre
- 6 décembre : la Cour suprême statue que le Québec ne possède aucun droit de veto constitutionnel[42].
- 11 décembre : l'Assemblée nationale met fin aux négociations avec le Front commun en adoptant la loi 105 qui leur impose 109 conventions collectives pour les 3 prochaines années. Les syndicats promettent de répliquer dès le début de l'année suivante[43].
- 20 décembre : Paul Rose obtient sa libération conditionnelle[44].

## Naissances
- 21 janvier - Émily Bégin (chanteuse)
- 5 mars - Michel Ouellet (joueur de hockey)
- 18 mars - Matthew Lombardi (joueur de hockey)
- 30 mars - Alain Macklovitch (DJ et producteur de musique)
- 18 avril - Marie-Élaine Thibert (chanteuse)
- 10 mai - Michael Zehaf-Bibeau (responsable du fusillade au parlement d'Ottawa) († 22 octobre 2014)
- 18 mai - Marie-Ève Pelletier (joueuse de tennis)
- 22 juin - Charles Linglet (joueur de hockey)
- 9 juillet - Alexis Wawanoloath (avocat et homme politique)
- 17 juillet - Evelyne Audet (animatrice)
- 20 juillet - Antoine Vermette (joueur de hockey)
- 11 août - Sol Zanetti (enseignant et homme politique)
- 18 août - Magalie Lépine-Blondeau (actrice et animatrice)
- 3 octobre - Olivier Filion (joueur de hockey)
- 4 novembre - Geneviève Guilbault (conseillère en communication et femme politique, vice-première ministre du Québec)
- 7 novembre - Pascal Leclaire (joueur et analyste de hockey)
- 27 novembre - Ariane-Li Simard-Côté (actrice)
- 29 décembre - Gabrielle Destroismaisons (chanteuse)

## Décès
- 18 janvier - Nérée Arsenault (homme politique) (º 28 août 1911)
- 13 mars - Jean Filiatrault (romancier) (º 14 décembre 1919)
- 20 mars - Emile Girardin (ancien président du Mouvement Desjardins) (28 novembre 1895)
- 18 mars - Albert Rousseau (peintre) (º 17 octobre 1908)
- 31 mars - Charles-Henri Tremblay (homme politique) (º 14 mars 1919)
- 1er avril - René Richard (peintre) (º 1er décembre 1895)
- 9 avril - Wilfrid Pelletier (chef d'orchestre) (º 20 juin 1896)
- 8 mai - Gilles Villeneuve (coureur automobile) (º 18 janvier 1950)
- 2 juin - Charles-Eugène Parent (personnalité religieuse) (º 22 avril 1902)
- 18 juillet - Lionel Daunais (chanteur et musicien) (º 31 décembre 1901)
- 24 août - Félix-Antoine Savard (prêtre et homme de lettres) (º 31 août 1896)
- 16 octobre - Hans Selye (homme de sciences) (º 26 janvier 1907)
- 9 novembre - Roger Blais  (acteur et réalisateur) (º 6 février 1917)
- 13 novembre - Hugues Lapointe (ancien lieutenant-gouverneur du Québec) (º 3 mars 1911)
- 20 décembre - Rémi Paul (homme politique) (º 10 juin 1921)

### Articles généraux
- Chronologie de l'histoire du Québec (1982 à aujourd'hui)
- L'année 1982 dans le monde
- 1982 au Canada

### Articles sur l'année 1982 au Québec
- Rapatriement de la Constitution du Canada
- Liste des lauréats des prix Félix en 1982